# Salmo rosso
Salmo rosso (Még kér a nép) è un film del 1972 diretto da Miklós Jancsó, vincitore del premio per la miglior regia al 25º Festival di Cannes.